# Dactylorhiza erdingeri
Dactylorhiza erdingeri är en orkidéart som först beskrevs av Anton Joseph Kerner, och fick sitt nu gällande namn av Ined.. Dactylorhiza erdingeri ingår i Handnyckelsläktet som ingår i familjen orkidéer. Inga underarter finns listade i Catalogue of Life.